# Hosur, Lingsugur
Hosur là một làng thuộc tehsil Lingsugur, huyện Raichur, bang Karnataka, Ấn Độ.